# Velký Třebešov
Velký Třebešov település Csehországban, Náchodi járásban. Velký Třebešov Dolany, Vestec, Říkov, Česká Skalice és Chvalkovice településekkel határos. Lakosainak száma 330 fő (2024. január 1.).

## Népesség
A település lakosságának változását az alábbi diagram mutatja:
| Lakosok száma | 458  | 700  | 485  | 417  | 337  | 337  | 327  | 326  | 313  | 330  |
|               | 1869 | 1900 | 1921 | 1961 | 1980 | 2011 | 2016 | 2019 | 2021 | 2024 |